# Harririvier (Könkämä)
Harririvier (Zweeds – Fins: Harrijoki; Samisch: Hárrejohka) is een rivier annex beek, die stroomt in de Zweedse  gemeente Kiruna. De rivier verzorgt de afwatering van de Harrimeren (Harrijävret) die op het Harribergplateau liggen. De rivier stroomt naar het oosten weg en verenigt zich met de Vittankirivier. Ze is ongeveer 5 kilometer lang.
Afwatering: Harririvier → Vittankirivier → Könkämärivier →  Muonio → Torne → Botnische Golf